# Munnopsis bathyalis
Munnopsis bathyalis är en kräftdjursart som beskrevs av Wolff 1962. Munnopsis bathyalis ingår i släktet Munnopsis och familjen Munnopsidae. Inga underarter finns listade i Catalogue of Life.